# Крушение поезда в Огайо
3 февраля 2023 года грузовой поезд с высокотоксичными химическими веществами железнодорожной компании Norfolk Southern Railway сошёл с рельсов на границе между штатами Огайо и Пенсильвания, США, возле деревни Ист-Палестайн с населением 4700 человек. В результате повреждения вагонов в воздух, воду и землю попали высокотоксичные химические вещества, что вызвало крупную экологическую катастрофу.

## Крушение
Сошедший с рельсов поезд был грузовым поездом Norfolk Southern, который состоял из трёх локомотивов с ведущим номером ES44AC #8152, девяти порожних вагонов и 141 груженого вагона. Поезд следовал из терминала Железнодорожной ассоциации Сент-Луиса в Мэдисоне, штат Иллинойс, в Конвей-ярд компании Norfolk Southern в Конвее, штат Пенсильвания. На борту поезда, длиной 2,8 километра, находились машинист, кондуктор и стажёр-кондуктор.
Около 8:55 вечера по восточному времени 3 февраля 2023 года около 50 вагонов сошли с рельсов. Из 141 вагона поезда 20 перевозили опасные материалы — винилхлорид, бутилакрилат, этилгексилакрилат, этиленгликоль, монобутиловый эфир, изобутилен, горючие жидкости и производные бензола, причем бутилакрилат, винилхлорид и этилгексилакрилат был в 14 вагонах.

## Ликвидация аварии и последствия

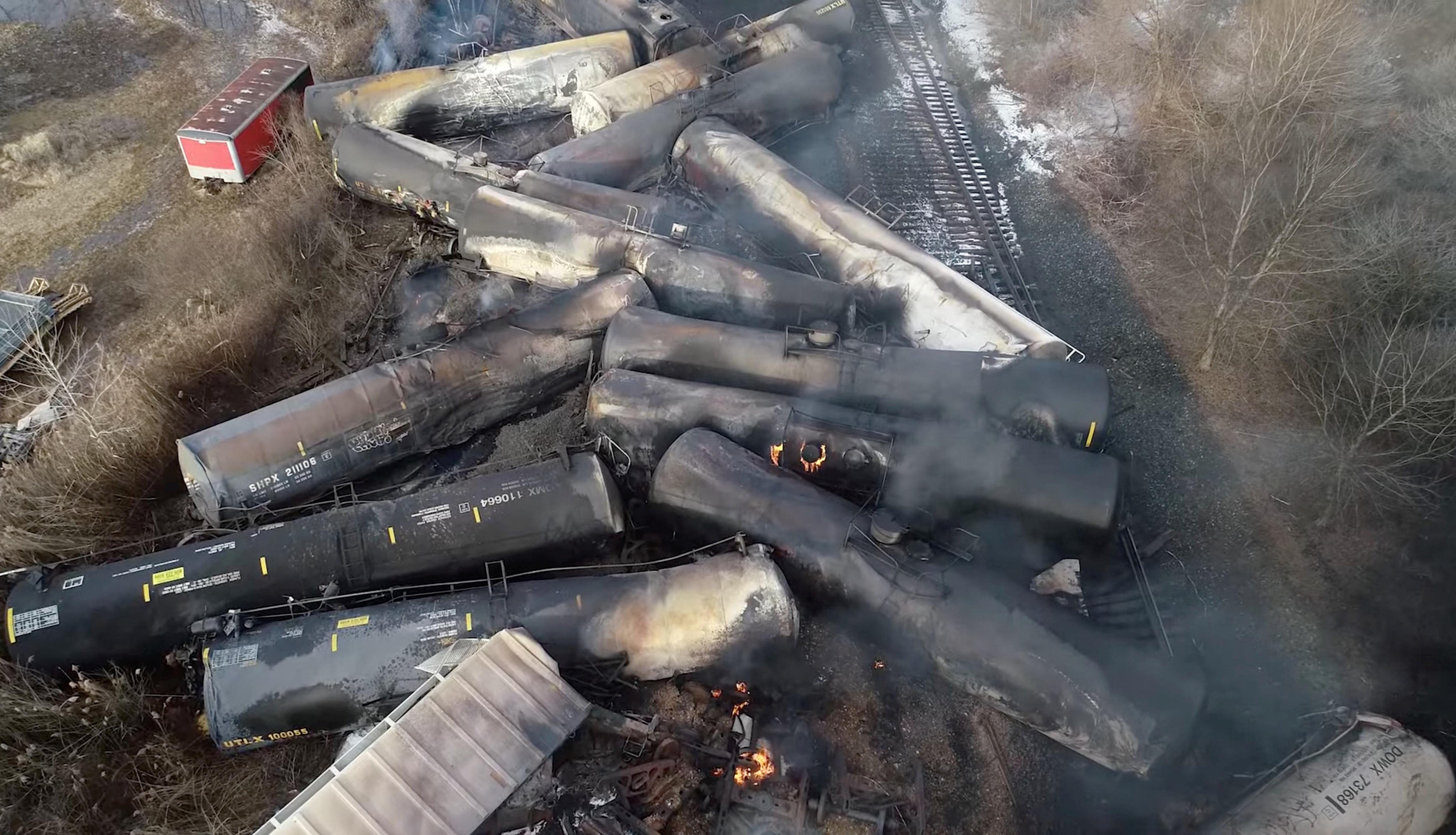
Место катастрофы 6 февраля

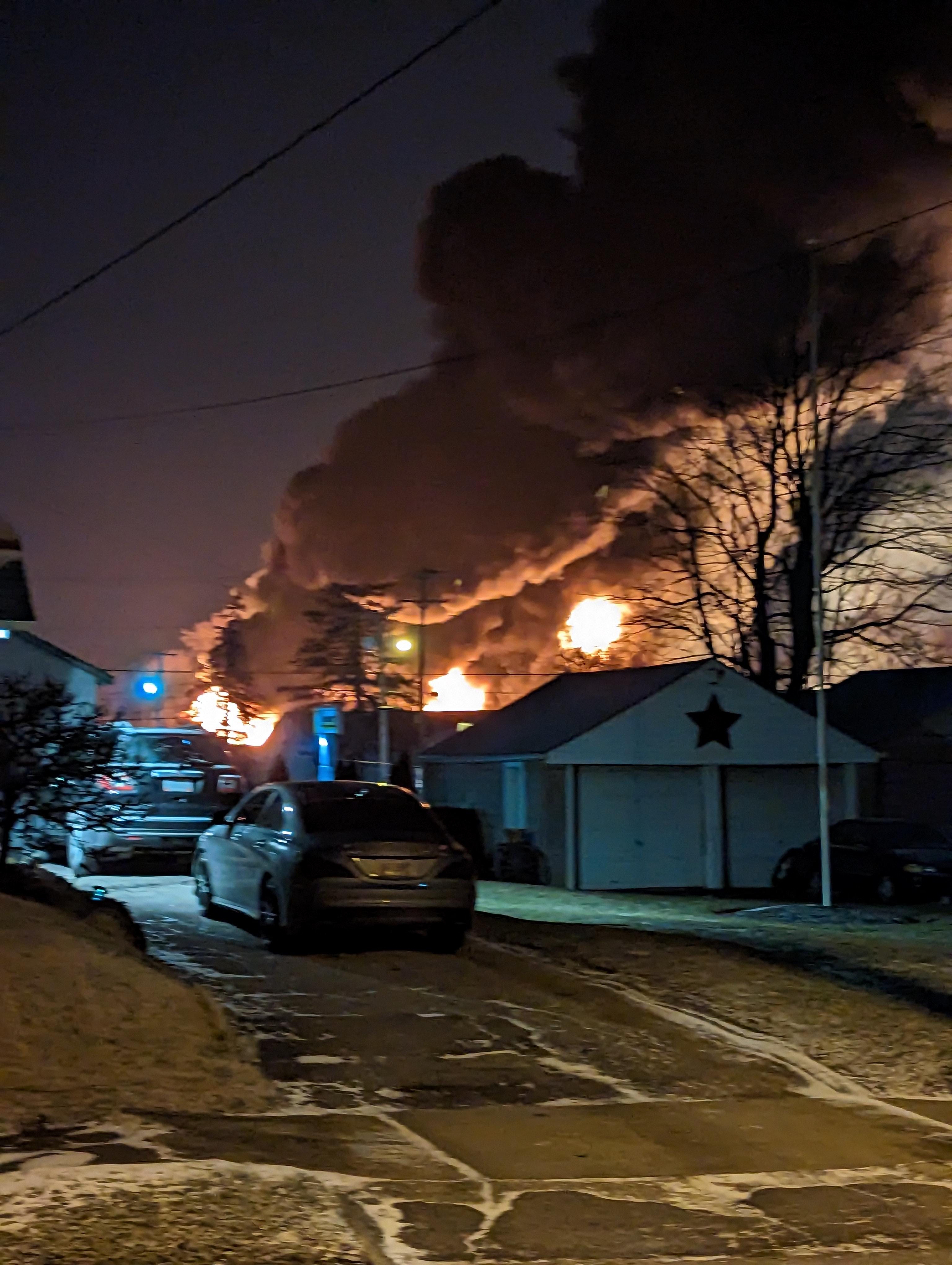
Кадр пожара грузового поезда

Были мобилизованы почти 70 служб экстренной помощи из Огайо, Западной Вирджинии и Пенсильвании. Мэр Ист-Палестайна Трент Конауэй объявил чрезвычайное положение.
Персонал Norfolk Southern первыми отреагировал уже 3 февраля. 4 февраля они заметили разлив жидкости в водотоках Сульфур-Ран и Лесли-Ран и установили боновые заграждения и подпорные плотины для отделения плавающих загрязняющих веществ. Агентство по охране окружающей среды США (EPA) начало мониторинг качества воздуха 3 февраля. Согласно EPA, люди могут чувствовать запах бутилакрилата в концентрации ниже, чем минимальный предел воздействия. Рекомендуемый Национальным институтом безопасности и гигиены труда (NIOSH) предел воздействия бутилакрилата составляет средневзвешенное по времени значение 10 частей на миллион (55 мг/м3).
5 февраля из-за перепада температур в одном из вагонов поезда возросла опасность взрыва, поскольку горение продолжалось. Хотя пять вагонов, содержащих винилхлорид, остались нетронутыми после аварии, предохранительный клапан на одном из вагонов вышел из строя. Губернатор штата Огайо Майк Деуайн задействовал Национальную гвардию штата Огайо для оказания помощи местным властям в том, что он назвал «вопросом жизни и смерти». Губернатор Пенсильвании Джош Шапиро отдал приказ об эвакуации в районах округа Бивер, граничащих с этим участком. Пожар, возникший в результате аварии, горел до 5 февраля.
Аварийные бригады для предотвращения возможной детонации и взрыва произвели дожигание химикатов с неконтролируемым распространением и заражением воздуха и воды на территории радиусом 200 км. Токсичные вещества попали в реку Огайо, которая является самым полноводным притоком реки Миссисипи. Местные жители в радиусе 2 километров были эвакуированы. В районе заражения отмечается массовая гибель мелких рыб и заболевания лисиц.
Через две недели после аварии правительством США в район бедствия направлены токсикологи и медики.
Согласно исследованиям экологов, в результате катастрофы выброс токсинов в атмосферу затронул Канаду и 16 штатов США. Общая площадь поражённой территории составила 1,4 млн км², что составляет почти 6 % от территории всей Северной Америки.

## Причины аварии
Считается, что причиной схода с рельсов стала механическая неполадка с осью одного из вагонов. Примерно 48 часов спустя Национальный совет по безопасности на транспорте опубликовал предварительные выводы, указывающие на то, что сход с рельсов был вызван механической неисправностью одного из грузовых вагонов, что может быть связано с сообщениями о том, что примерно за час до этого было замечено, как ось выбрасывала искры. Незадолго до схода с рельсов экипаж получил сигнал тревоги от придорожного детектора неисправностей, указывающий на механическую неисправность, после чего было инициировано экстренное торможение.

## Реакция

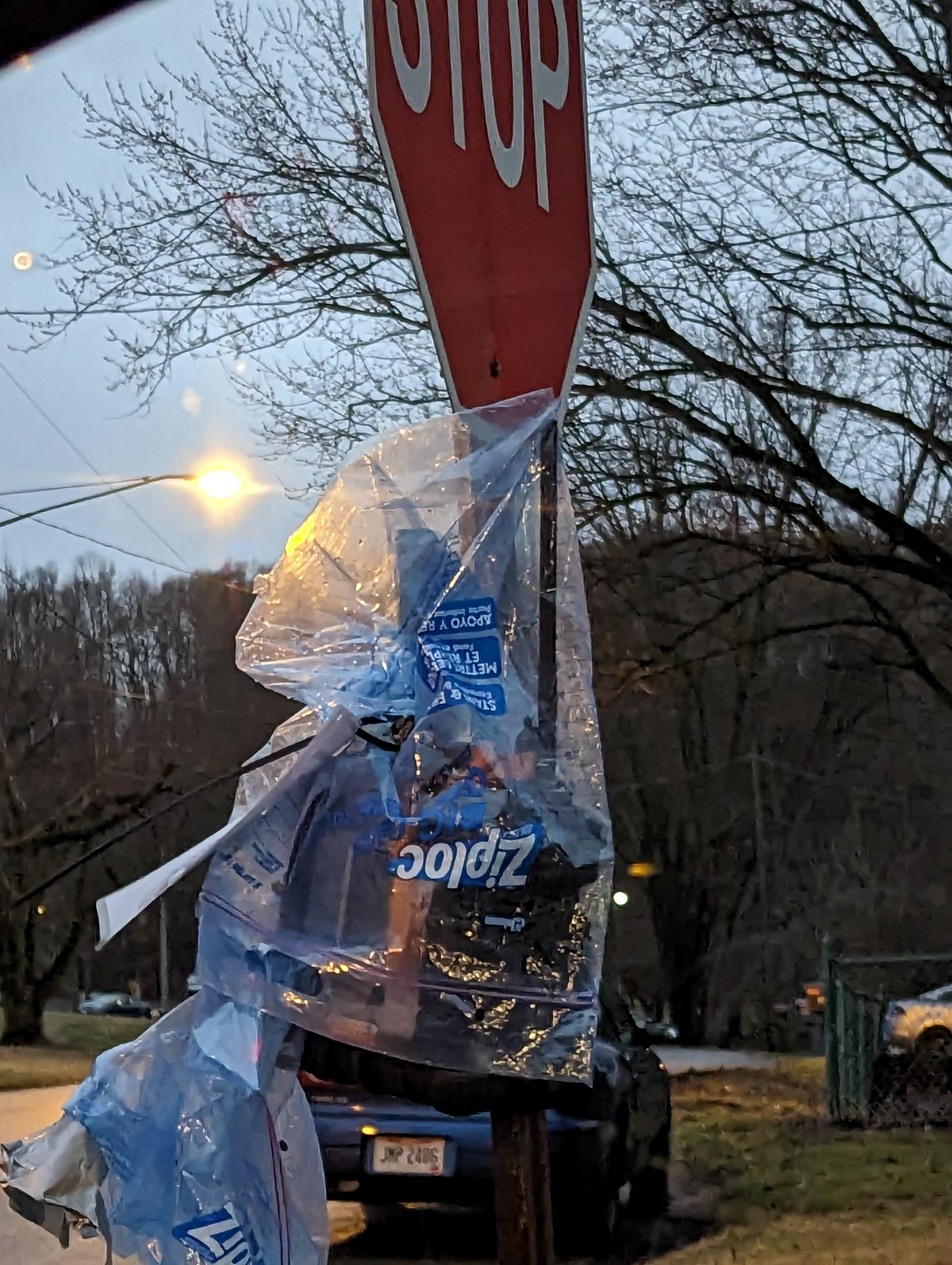
Датчик качества воздуха в Ист-Палестайн, Огайо

Крушение поезда вызвало общенациональные дебаты в США об условиях работы грузовых железнодорожных перевозок и безопасности на железнодорожном транспорте. За последние годы железнодорожные компании добились снижения требований к перевозке опасных грузов. В 2014 году Конгресс США принял Закон о повышении безопасности на железных дорогах, который требовал наличия пневматических тормозов с электронным управлением (ТЭУ) для поездов с «высокой опасностью воспламенения». Сошедший с рельсов поезд не был оснащен тормозами ТЭУ, которые, по словам бывшего чиновника Федеральной железнодорожной администрации Стивена Дитмейера, смягчили бы тяжесть аварии. Законодательство 2014 года было ослаблено, когда в 2017 году железнодорожные отрасли успешно лоббировали Конгресс, выделив более 6 млн долларов республиканской и более 3 млн долларов демократической партиям, чтобы отменить правила, требующие использования таких тормозов на поездах, перевозящих опасные материалы.
Управление по безопасности трубопроводов и опасных материалов министерства транспорта США заявило в 2018 году, что Закон FAST (Fixing America’s Surface Transportation Act) вместо этого требует от них отмены требований к тормозам ТЭУ после того, как в отчёте об анализе регулирующего воздействия говорится, что «ожидаемые затраты на тормоза ТЭУ значительно выше, чем ожидаемая выгода». NTSB рекомендовал правила перевозки опасных грузов с использованием ТЭУ для всех составов такого типа, хотя администрация Обамы проигнорировала данный вопрос в 2015 году. В итоге сошедший с рельсов поезд не соответствовал квалификации «высокоопасного легковоспламеняющегося» поезда и, следовательно, не подпадал под действие законодательства 2014 года или его отмены в 2017 году.
Некоторые жители впоследствии подали коллективный иск против Norfolk Southern.
22 февраля 2023 Дональд Трамп приехал в Огайо и в своей речи раскритиковал Байдена и федеральное агентство по чрезвычайным ситуациям FEMA, за недостаточность действий. Ранее Трамп планомерно отрицал негативное влияние человека на природу и, в частности, изменение климата. После инцидента в Огайо он, хотя и не отказался полностью от своих взглядов, существенно смягчил риторику по данному вопросу.